# Lockhartia goyazensis
Lockhartia goyazensis är en orkidéart som beskrevs av Heinrich Gustav Reichenbach. Lockhartia goyazensis ingår i släktet Lockhartia och familjen orkidéer. Inga underarter finns listade i Catalogue of Life.

## Bildgalleri

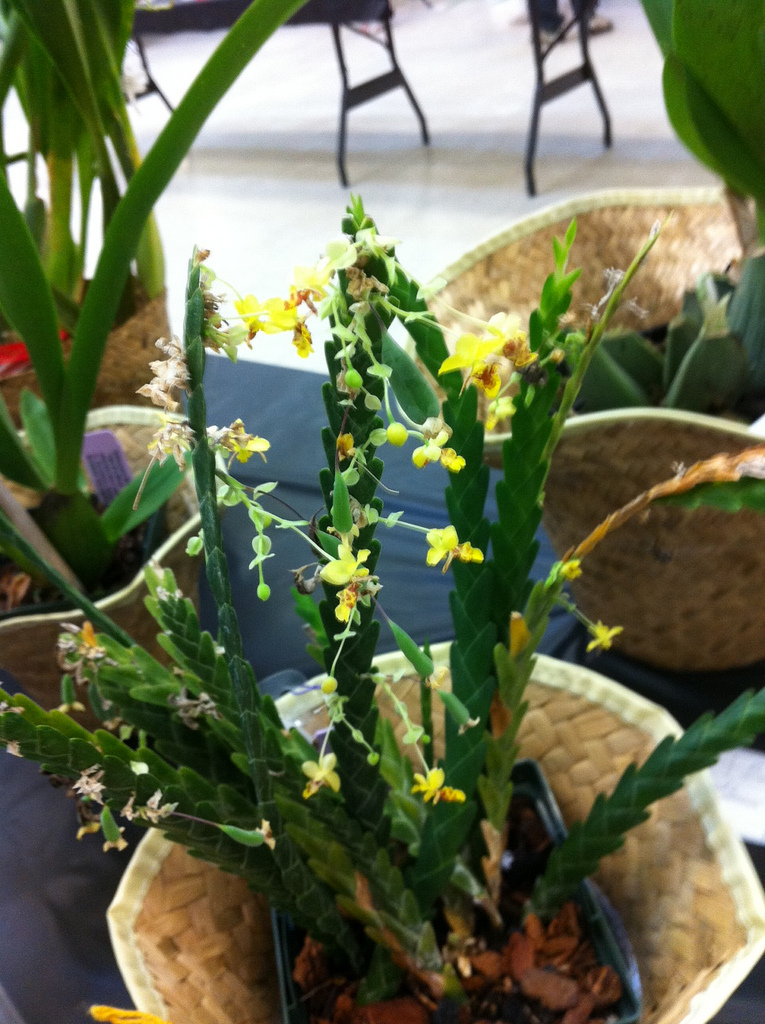